# يانغمدو
يانغمدو (بالإنجليزية: Ya’ngamdo)‏ هي منطقة سكنية تقع في الصين في أزمة التبت والصين.[بحاجة لمصدر] يقدر عدد سكانها بـ
- نسمة .